# Oxenhope
Oxenhope är en ort och civil parish i Bradford i Storbritannien. Den ligger i grevskapet West Yorkshire och riksdelen England, i den centrala delen av landet, 280 km norr om huvudstaden London. Oxenhope ligger 212 meter över havet och antalet invånare är 1 858.
Terrängen runt Oxenhope är lite kuperad.Runt Oxenhope är det tätbefolkat, med 530 invånare per kvadratkilometer. Närmaste större samhälle är Bradford, 13,3 km öster om Oxenhope. Trakten runt Oxenhope består i huvudsak av gräsmarker.

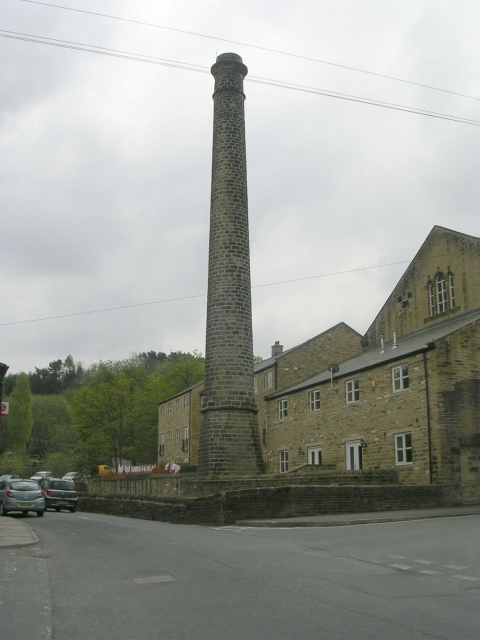
Tidigare fabrik

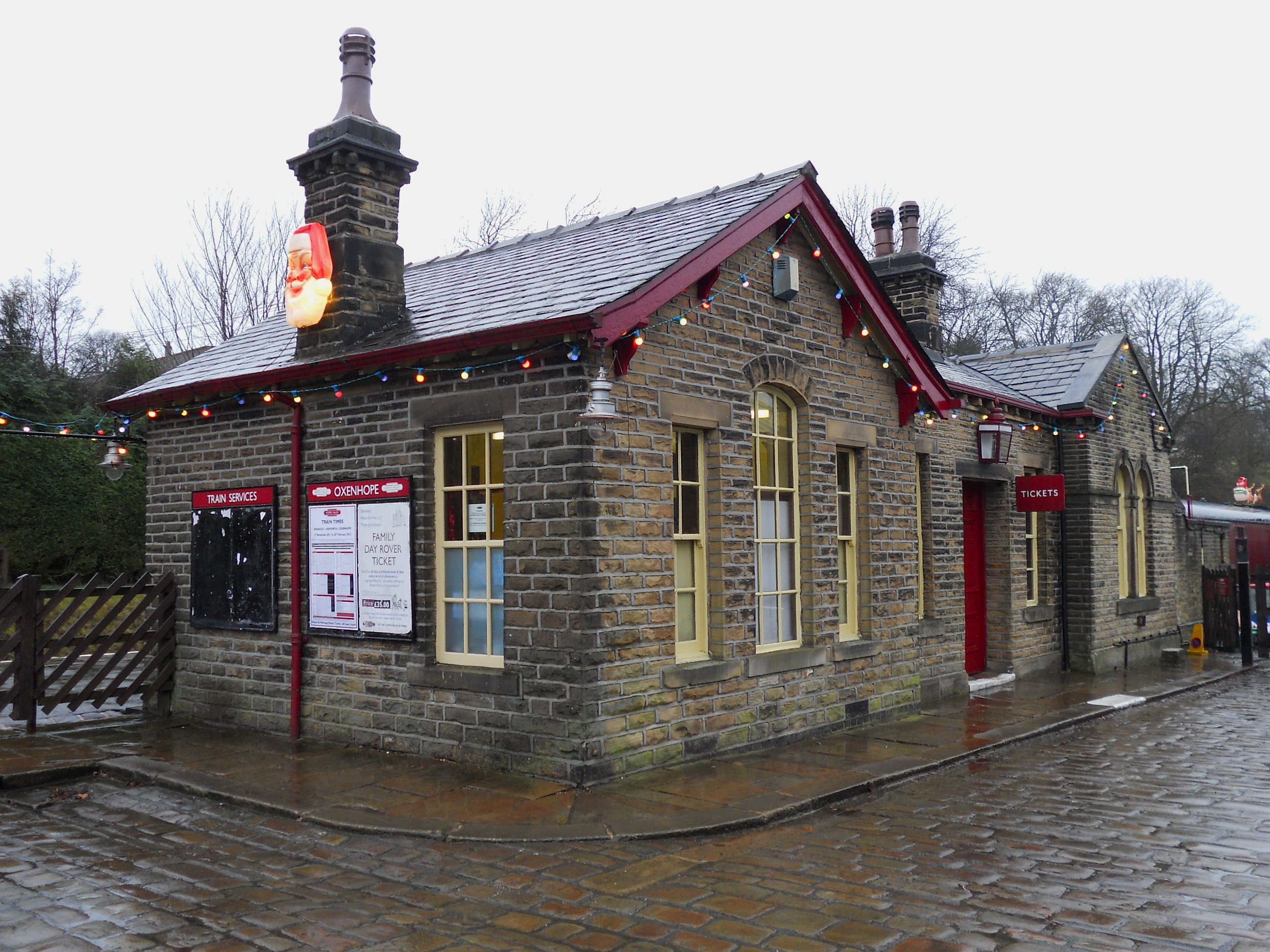
Oxenhope järnvägsstation

Industrialiseringen av byn orsakades av ullhandeln och vävningen. Järnvägen från Keighley till terminalen in Oxenhope byggdes 1864 till 1866, öppnades 1867, och är nu museum järnvägen (Keighley and Worth Valley Railway).